# Kaszel
Kaszel – reakcja odruchowa na podrażnienie zakończeń nerwowych w błonie śluzowej górnych dróg oddechowych. 

## Mechanizm odruchu
Efektem są nagłe skurcze ścian klatki piersiowej, a w szczególności mięśni wydechowych i oskrzeli z nagłym wyrzucaniem powietrza z płuc i dróg oddechowych.

## Przyczyny
Reakcja ta może być wywołana ciałem obcym znajdującym się w układzie oddechowym lub uszkodzeniem błony śluzowej górnych dróg oddechowych w przebiegu infekcji (wirusowej lub rzadziej bakteryjnej), może być również wywołana podrażnieniem nerwów odpowiedzialnych za przewodzenie impulsu odruchu kaszlowego. Taką reakcję wywołuje np. podrażnienie gałęzi usznej nerwu błędnego – może wywołać odruchową reakcję kaszlu poprzez gałęzie gardłowe tego nerwu.

## Rodzaje kaszlu
Zależnie czy kaszlowi towarzyszy odkrztuszanie śluzu lub ropy wyróżniamy dwa rodzaje kaszlu: suchy i mokry. Jest to częsty objaw chorobowy.
Suchy kaszel jest bardzo charakterystyczny dla przebytych infekcji wirusowych górnych dróg oddechowych, w których mimo wyleczenia może się utrzymywać nawet do 4 tygodni od końca choroby ze względu na uszkodzenie błony śluzowej górnych dróg oddechowych i drażnienie zakończeń nerwowych mieszczących się w tej błonie.
Tzw. kaszel szczekający z towarzyszącą dusznością wdechową jest charakterystyczny dla ostrego podgłośniowego zapalenia krtani i/lub tchawicy. Wzmaga się w pozycji leżącej i po rozgrzaniu.
Poranny nawracający przez kilka miesięcy kaszel z odkrztuszaniem, u wieloletnich palaczy tytoniu może świadczyć o POChP.
Kaszel może również wywoływać gruźlica, choroba nowotworowa, alergia, astma, zakażenie  bakteriami atypowymi (mycoplasma, chlamydia)